# 炳草岗街道
炳草岗街道俗称炳草岗片区，是中华人民共和国四川省攀枝花市东区下辖的一个乡级行政区，也是攀枝花市的政治、经济、文化中心，攀枝花市政府机构均入驻该街道。炳草岗街道管辖面积约7.5平方公里，下辖13个社区，有3大医院和4个社区卫生服务站，2010年常住人口10.51万人、流动人口1.8万人。

## 地理
炳草岗街道位于攀枝花市东区金沙江南岸，与弄弄坪片区和攀密片区隔江相望；南面以公山湾、营盘梁子、陈家垭口为自然边界。

## 行政区划
炳草岗街道管辖9个社区，分别是湖光社区、紫荆山社区、望江街社区、红星社区、西海岸社区、二街坊社区、凤凰社区、竹湖园社区和新华街社区。
根据《攀枝花市人民政府关于同意东区调整部分街道行政区划的批复》（攀府函〔2019〕180号），原炳草岗街道地龙井社区、地龙箐社区、民建社区、学园路社区、阳城社区、新源路社区所属行政区域现划归东华街道管理。

## 教育

### 大学
- 攀枝花学院 官方网站 （页面存档备份，存于）
- 四川机电职业技术学院 官方网站 （页面存档备份，存于）

### 高中
- 攀枝花市第三高级中学校 官方网站 （页面存档备份，存于）

### 义务教育
- 攀枝花市外国语学校 官方网站 （页面存档备份，存于）
- 攀枝花市第二中学校 官方网站 （页面存档备份，存于）
- 攀枝花市实验学校 官方网站 （页面存档备份，存于）
- 攀枝花市第二十四中小学校 官方网站 （页面存档备份，存于）
- 攀枝花市第二十五中小学校教育集团阳光校区 官方网站
- 攀枝花市第二十五中小学校教育集团花城校区 官方网站
- 攀枝花市成都外国语学校 官方网站 （页面存档备份，存于）
- 攀枝花市第一小学校
- 攀枝花市第二小学校
- 攀枝花市第二小学校龙珠校区
- 攀枝花市第四小学校

### 博物馆
- 金色攀枝花展览馆

## 休闲
- 攀枝花公园
- 竹湖园公园
- 金沙江沿江景观带
- 东华山公园（部分）

## 体育
- 攀枝花市体育场
- 攀枝花市体育馆
- 奥林匹克中心

## 交通

### 道路
- 城市快速路金沙江大道中段横向贯穿炳草岗街道北部，并向东延伸连接位于金江镇的攀枝花火车站；
- 城市主干道攀枝花大道东段横向贯穿炳草岗街道中部；
- 城市主干道机场路下段纵贯炳草岗街道南部，并向南和向东延伸分别连接仁和区和攀枝花保安营机场；
- 东西两端分别有密地大桥和炳草岗大桥连接金沙江对岸的攀密片区密地街道和弄弄坪片区长寿路街道。

### 公交
以下公交线路涉及炳草岗街道，数据截止2014年12月25日。
- 1路（攀北↔路歇桥）
- 2路（奥林匹克↔太平北路）
- 4路（湖滨路↔五十一广场）
- 5路（临江路↔荷花池大桥北）
- 6路（密地大桥南↔巴斯箐）
- 8路（新民路↔炳草岗大街）
- 11路（政务中心↔大花地南路）
- 12路（炳三区公交站↔巴斯箐）
- 13路（湖滨路↔枣子坪）
- 17路（炳草岗大街↔五道河）
- 18路（机电学院↔南山）
- 32路（榕树街↔河门口）
- 32路格里坪专线（榕树街↔格里坪）
- 34路（智学北路↔攀枝花公园）
- 63路（沙沟↔攀枝花火车站）
- 64路（客运中心↔攀枝花火车站）
- 64路夜班线（渡口大桥南↔攀枝花火车站）
- 66路（太平北路↔攀枝花火车站）
- 101路（攀钢总医院↔炳草岗大街）
- 105路（湖滨路↔攀枝花学院南门）
- 109路（政务中心↺开元名都）
- 113路（奥林匹克↺四十中小学校）
- 阿署达专线（中心广场↔阿署达）
- 三森专线（炳草岗大街↔三森家居建材城）